# Opération Catechism
Seconde Guerre mondiale
Batailles
Bataille de l'Atlantique
- Bataille des Caraïbes
- Blocus allié de l'Allemagne
- Guerre météorologique
- Bataille du Rio de la Plata
- Opération Berlin
- Bataille du détroit de Danemark
- Opération Neuland
- Torpedo Alley
- Opération Paukenschlag
- Opération Postmaster
- Opération Cerberus
- Opération Biting
- Opération Chariot
- Bataille du Saint-Laurent
- Opération Frankton
- Bataille de la mer de Barents
- Mai Noir
- Bataille du cap Nord
- Opération Stonewall
- Opération Teardrop

Front d'Europe de l'ouest

Front d'Europe de l'est

Campagnes d'Afrique, du Moyen-Orient et de Méditerranée

Guerre du Pacifique

Guerre sino-japonaise

Théâtre américain
L'opération Catechism est un raid aérien de la Royal Air Force au cours de la Seconde Guerre mondiale qui détruit le cuirassé Tirpitz de la Kriegsmarine. Mené le 12 novembre 1944 par 29 bombardiers lourds, il permet d'atteindre le navire alors ancré à Tromsø, une ville du nord de la Norvège. Atteint par au moins deux bombes et endommagé par l'explosion des autres, le navire est coulé et entre 940 et 1 204 membres d'équipage sont tués, tandis que les Britanniques ne souffrent d'aucune perte.
Cette opération est la dernière d'une série d'attaques menées contre le Tirpitz, qui constitue une menace durable pour les convois des Alliés. Le cuirassé vient d'atteindre Tromso en octobre 1944 après avoir été endommagé au cours de l'opération Paravane le 15 septembre. Les deux escadrons engagés, le 9e et le 617e ont déjà tenté de couler le Tirpitz quelques jours plus tôt, au cours de l'opération Obviate.
Globalement, l'opération Catechism reprend les plans de Obviate. Les appareils décollent de bases au nord de l'Ecosse et, grâce aux bonnes conditions météo, les aviateurs peuvent aisément cibler le cuirassé. En outre, les chasseurs allemands ne parviennent pas à intervenir à temps, même si un bombardier britannique est sérieusement touché par la Flak.
Le Tirpitz coule en quelques minutes. Les secours récupèrent des centaines d'hommes tombés à la mer mais la plupart de ceux qui n'ont pu évacuer le navire périssent. Les Allemands réagissent en condamnant plusieurs militaires qui se sont rendus coupables de négligence, tandis que les Alliés se réjouissent de l'opération.

## Contexte
À partir du début de l'année 1942, le Tirpitz devient un sérieux problèmes pour les convois des Alliés qui passent par la mer de Norvège pour rejoindre l'URSS. Le cuirassé est souvent stationné dans les fjords norvégiens et il peut aisément prendre d'assaut les escortes des convois ou pénétrer dans l'océan Atlantique nord. Les Alliés sont rapidement contraints de déployer d'importants navires de la British Home Fleet pour soutenir les convois.
Le Tirpitz est régulièrement ciblé par des attaques alliés et la RAF mène quatre opérations infructueuses entre janvier et avril 1942, alors que le bâtiment est amarré dans le Fættenfjord. À partir de mars 1943, le Tirpitz est basé à Kaafjord, à l'extrême nord de la Norvège. Au cours de l'opération Source, le 22 septembre, il est sévèrement endommagé par des explosifs placés sur sa coque par des hommes de la Royal Navy utilisant des sous-marins de poche pour pénétrer dans le fjord. Le 3 avril 1944, des bombardiers décollent de porte-avions lors de l'opération Tungsten et infligent de nouveaux dégâts au cuirassé. En revanche, d'autres opérations similaires échouent au cours de l'été 1944. 
Après l'échec de l'opération Goodwood en août, les autorités britanniques considèrent que toute attaque supplémentaire de la part des appareils de la Royal Navy est vouée à l'échec car ils ne sont pas adaptés à la mission. De ce fait, c'est la RAF qui prend la responsabilité des actions à venir. Le 15 septembre, les 9e et 617e escadrons attaquent à nouveau le cuirassé au cours de l'opération Paravane, à l'aide de bombardiers lourds Avro Lancaster armés de bombes Tallboy et de mines Johnny Walker. Les bombes Tallboy pèsent plus de cinq tonnes et sont spécialement destinées à détruire des cibles d'importance. Lâchées à haute altitude, elles peuvent pénétrer le blindage lourd d'un navire avant d'exploser en son sein. Ainsi, au cours de l'opération, une seule de ces bombes cause suffisamment de dégâts pour le rendre inapte à toute action de combat.
Le Tirpitz ne peut alors être réparé, d'autant que les forces soviétiques progressent de plus en plus. L'amiral Karl Dönitz, chef de la Kriegsmarine, ordonne son transfert à Tromso pour devenir une batterie immobile. L'objectif de Dönitz est aussi de persuader les Alliés que le cuirassé est toujours une menace. Le navire doit jeter l'ancre juste devant l'île d'Håkøya, à un endroit où la profondeur est jugée suffisante pour prévenir tout échouage en cas d'attaque. Toutefois, quand il y arrive le 16 octobre, les Allemands se rendent compte que la profondeur est en réalité trop importante, rendant possible un chavirage mais ils n'ont d'autres choix que d'y rester.
La RAF et la Navy lancent des reconnaissances pour localiser le Tirpitz. Le 18 octobre, elles le repèrent mais sans être en mesure de dire si le navire est endommagé ou non. De ce fait, la décision est prise de l'attaquer à nouveau, à l'aide des mêmes escadrons que lors de l'opération Obviate. La région de Tromso est suffisamment proche du nord de l'Ecosse pour être dans le rayon d'action des Lancasters, ce qui rend l'opération assez aisée à mettre en œuvre. Les appareils sont dotés de réservoirs supplémentaires et de moteurs plus puissants pour accroître leurs capacités, tandis que certaines de leurs tourelles de tirs et de leur blindage sont retirés. De ce fait, ils sont aussi beaucoup plus vulnérables, d'autant qu'aucun chasseur ne dispose d'un rayon d'action suffisant pour les escorter.
Au cours de l'opération Obviate, les bombardiers ont approché depuis le nord de la mer de Norvège avant de se rassembler au-dessus du lac Torneträsk, au nord de la Suède. Si cela viole la neutralité suédoise, la manœuvre permet surtout d'approcher Tromso depuis le sud-est, à la surprise des Allemands. En dépit du temps clair, le Tirpitz bénéficie de quelques nuages qui le couvrent opportunément au moment de l'attaque. De ce fait, les bombardiers ne peuvent cibler avec précision le navire, qui en sort globalement indemne à l'exception d'une bombe qui explose à proximité. Si les avions britanniques parviennent à rejoindre indemnes leurs bases, l'un d'eux doit néanmoins atterrir en Suède après avoir été endommagé par des tirs anti-aériens.